# Nobelpriset i litteratur 1974

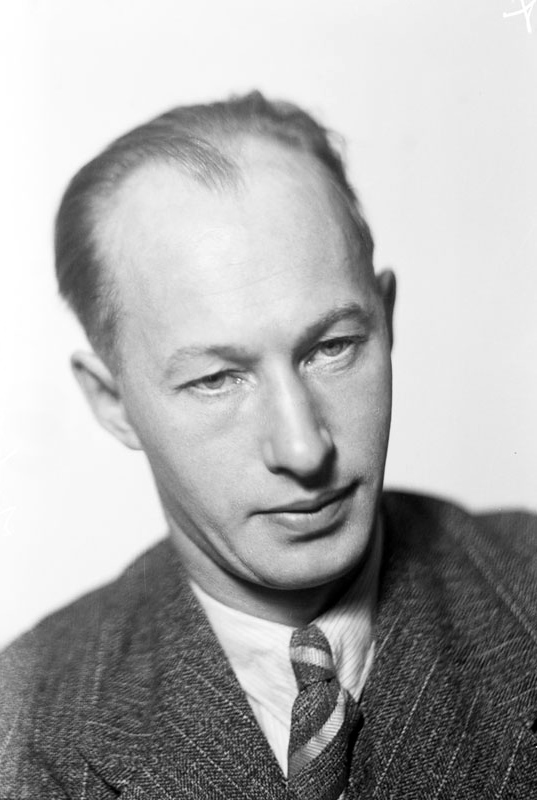
Eyvind Johnson

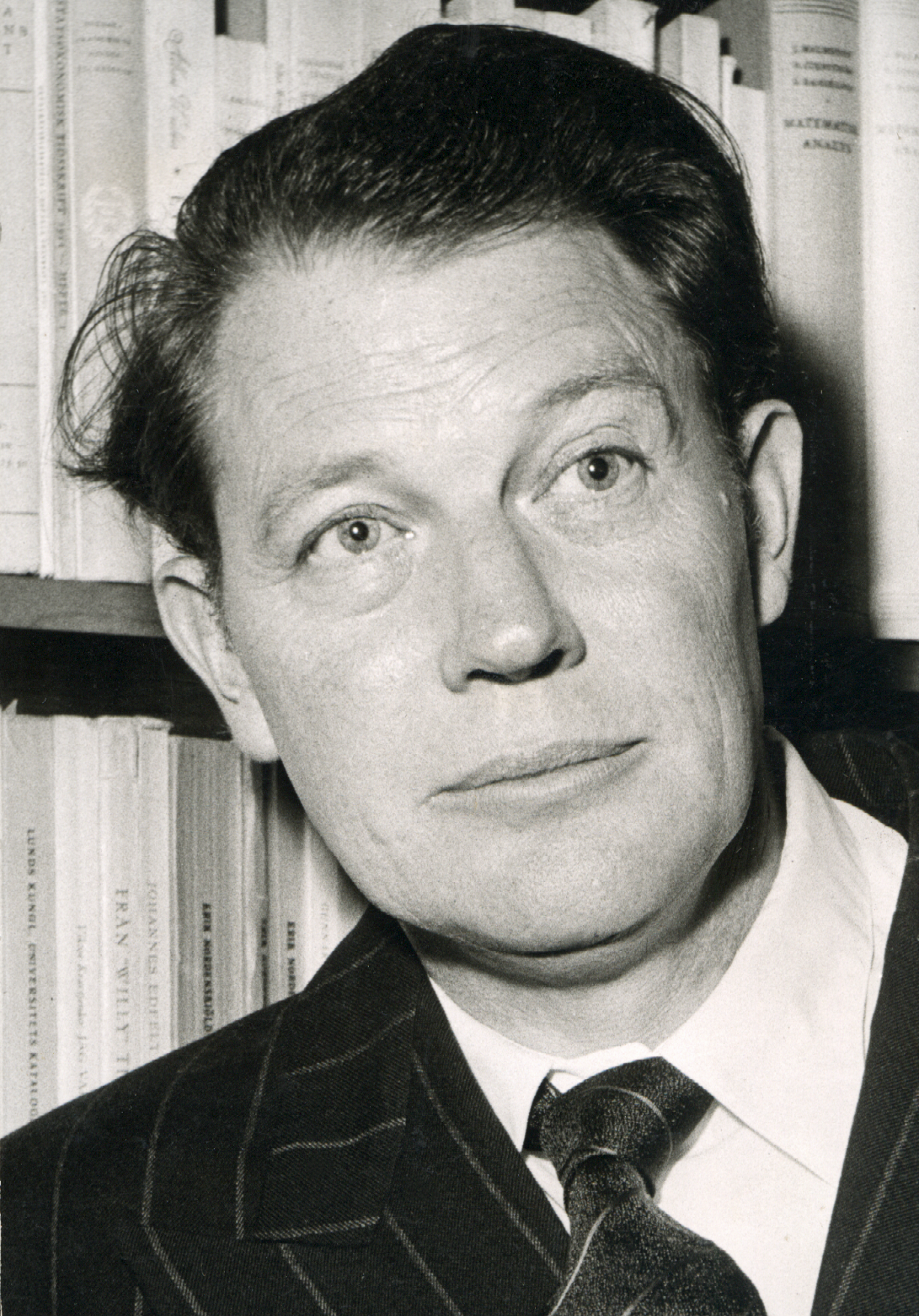
Harry Martinson

Nobelpriset i litteratur 1974 tilldelades Eyvind Johnson och Harry Martinson. Motiveringen för Johnson var "För en i länder och tider vittskådande berättarkonst i frihetens tjänst" och för Martinson "För ett författarskap som fångar daggdroppen och speglar kosmos."
Det var femte gången priset utdelats till svenska författare och första gången det delades mellan två svenska författare.
Vid prisutdelningen den 10 december 1974 framhävde Karl Ragnar Gierow i sitt tal att Johnson och Martinson var "representativa för det uppbåd av proletärförfattare eller arbetardiktare, som på bred front bröt in i vår litteratur inte för att härja och plundra utan för att berika den med sina förmögenheter".

## Eyvind Johnson
Eyvind Johnson växte upp i Norrbotten under mycket fattiga förhållanden. Som barn fick han flytta till en fosterfamilj och efter avslutad skolgång vid tretton års ålder fick han försörja sig själv med olika arbeten, bland annat som timmerflottare, sågverksarbetare och medhjälpare på en biograf. Sina erfarenheter skildrade han i romansviten Romanen om Olof som blev hans stora litterära genombrott. I romanserien Krilon gestaltade han händelser under andra världskriget och den svenska beredskapsandan. 1946 utgav han Strändernas svall, en omdiktning av Odysséen. Senare skrev han en rad historiska romaner, bland andra Hans nådes tid från 1960 som anses vara ett av hans främsta verk.

## Harry Martinson
Harry Martinson växte upp i Jämshög i Blekinge. Barndomen präglades av att han blev utackorderad som sockenhjon efter faderns död och att modern lämnat familjen för att emigrera till Amerika. Om dessa upplevelser berättar han i de självbiografiska romanerna Nässlorna blomma och Vägen ut. Senare rymde han och gick till sjöss. Erfarenheterna från sjömanslivet blev grunden för böcker som Resor utan mål och Kap Farväl!. Martinson deltog i den modernistiska gruppbildningen Fem unga och fick sitt genombrott som lyriker med diktsamlingen Nomad 1931. Hans senare diktning var influerad av österländsk filosofi och 1956 utgav han det stora verseposet Aniara.

## Reaktioner
Priset tillkännagavs den 3 oktober 1974 men nyheten hade läckt ut redan några dagar i förväg. Prisutnämningen uppskattades av den läsande allmänheten men kritiserades hårt från flera håll i den svenska pressen, främst för att Svenska Akademien hade utsett två av sina egna ledamöter till pristagare.
Kommentarerna till prisbeslutet efter tillkännagivandet var genomgående negativt i varierande tonlägen. Olof Lagercrantz i Dagens Nyheter var distanserat överseende och tyckte att det var "ett litet återfall i nationalism och provinsialism". Karl Vennberg i Aftonbladet ironiserade både över Svenska akademien och pristagarna. Han menade att svenska författare utsätter sig för risker, bland att bli invalda i akademien och att få nobelpris. "Det är med sådan ära man avskär vägen till de läsare som ännu tar intryck, de unga läsarna". Han menade att Johnson och Martinson tagit dessa risker och avslutade med en uppmaning som framställde dem som offer för ett litterärt institutionsväsen: "Läs dem, de är bättre än sitt pris".
Hårdast i sin kritik var Sven Delblanc som i en artikel i Expressen med titeln "Ett katastrofalt beslut" tyckte att den lilla rest av nobelprisets prestige som fanns kvar "kommer att sopas bort av ett hånskratt, rullande runt jordklotet". Han menade att det rörde sig om korruption: "Inbördes beundran är en sak, men detta luktar nära nog försnillning". Delblancs artikel uppmärksammades i landsortspressen och han fick bland annat stöd av Sven Stolpe i Nya Wermlands Tidningen.
Det riktades också en del personlig kritik mot pristagarna. I Göteborgs-Tidningen tillfrågades ett antal personer vad de tyckte om prisbeslutet och det blev flera negativa svar. "Bägge de här författarna är ju fruktansvärt passé" tyckte Sven-Eric Liedman och Karl-Erik Lagerlöf menade att "Eyvind Johnson är ju internationellt sett inte på något vis någon nydanare".
Enligt ledamoten av Svenska Akademien Lars Gyllensten tog båda författarna mycket illa vid sig av kritiken. Särskilt förödande blev kritiken för Harry Martinson som drabbades av en svår depression och några år senare dödligt skadade sig själv genom att skära upp buken med en sax. Eyvind Johnson avled i lungcancer 1976. Akademiledamoten Artur Lundkvist var starkt emot prisbeslutet. Han avrådde Johnson och Martinson från att ta emot priset och menade att det drev dem till en alltför tidig död.

## Eftermäle
Eyvind Johnson betraktas som den moderna romankonstens främste banbrytare i svensk litteratur och har även fått internationellt erkännande. Den franske litteraturprofessorn Philippe Bouquet menar i sitt arbete La Beche et la plume, l'aventure du roman proletarien du suedois (1987) att Romanen om Olof tveklöst förtjänar en hedersplats inom världslitteraturen. Barbro Söderberg skrev att Hans nådes tid "faktiskt utgör ett av de stora bidragen till vad Tindall i sin behandling av den moderna symboliska romanen kallar supreme fictions".
Om Harry Martinson har det bland annat sagts "Hur man än vänder sig, går det inte att bestrida att Aniara är ett enastående verk" och att "Efter Strindberg framstår han alltjämt som den störste mästaren på svenskt språk". Aniara är översatt till ett stort antal språk.
I boken 100 nobelpris i litteratur skriver Helmer Lång att "man kan se det som ett pris inte bara åt två diktare i världsformat utan åt en hel litterär generation, vars insats är unik i världslitteraturen: proletärförfattarna".